# Lige Azadegan 1999./00.

## Iran

### Konačna ljestvica
Konačna ljestvica iranske Azadegan League za sezonu 1999./2000. Azadegan League je bila najviša iranska nogometna liga.
```
                       Utak. Pb  N   Pz   Ps:Pr  Bod.
 1.
Persepolis Teheran
   26   15  09  02   45:23   54  
 2.
Esteghlal Teheran
    26   12  11  03   32:16   47
 3.
Fajre Sepasi
         26   11  11  04   37:18   44
 4.
Sepahan Isfahan
      26   11  09  06   28:19   42
 5.
Zob Ahan Isfahan
     26   11  06  09   35:29   39
 6.
Teraktor Sazi
        26   10  08  08   30:26   38
 7.
Pas Teheran
          26   09  08  09   35:31   35
 8.
Bahman
               26   08  10  08   24:26   34
 9.
Saipa Teheran
        26   06  13  07   24:21   31
10.
Foolad Ahvaz
         26   07  08  11   30:33   29
11.
Abu Muslem Mashhad
   26   07  07  12   32:39   28  
12.
Sanat Naft Abadan
    26   06  09  11   29:35   27  
13.
Chooka Talesh
        26   04  09  13   22:45   21  
14.
Irsotter Noshahr
     26   03  06  17   22:64   15
```

```
Iranski nogometni prvaci    : Persepolis Teheran
Ispali iz lige              : Abu Muslem Mashhad, Sanat Naft Abadan, Chooka Talesh, Irsotter Noshahr
Plasirali se iz niže lige   : 
Bargh Shiraz
, 
Esteghlal Rasht
```

```
Najbolji strijelac          : 
Mohannad-Mehdi Al Nadavi
 (Sanat Naft)  15 pogodaka
```